# Koškovce
Koškovce (in ungherese Koskóc, in tedesco Goswinsdorf) è un comune della Slovacchia facente parte del distretto di Humenné, nella regione di Prešov.
Il villaggio è citato per la prima volta nel 1543 tra i possedimenti della Signoria di Humenné. Dal XVII secolo passò ai conti Csáky, e nel XIX secolo agli Andrássy. Nel 1944 venne incendiato dalle truppe tedesche di occupazione.